# Cristina Viader i Anfrons
Cristina Viader i Anfrons (Cardedeu, 17 de novembre de 1956) és una política catalana, alcaldessa de Cardedeu i diputada al Parlament de Catalunya en la VI Legislatura.
És filla de Jaume Viader i Roger, alcalde de Cardedeu el 1965-1968. Ha treballat com a mestra d'ensenyament primari. Militant del PSC-PSOE, fou alcaldessa de Cardedeu de 1995 a 2003 i membre del Consell Comarcal del Vallès Oriental el 1995-1999. Membre de Ciutadans pel Canvi, fou escollida diputada a les eleccions al Parlament de Catalunya de 1999.